# Jan Eudes
Jan Eudes, Jean Eudes (ur. 14 listopada 1601 w Ri, zm. 19 sierpnia 1680 w Caen) – święty Kościoła katolickiego, francuski ksiądz, założyciel zakonu męskiego i żeńskiego, prekursor kultu Najświętszego Serca Jezusowego, jeszcze przed św. Małgorzatą M. Alacoque.

## Zgromadzenie
Członków założonej przez św. Jana kongregacji – Zgromadzenia Jezusa i Maryi (fr. Congrégation de Jésus et Marie) nazywano eudystami lub misjonarzami, gdyż ich podstawowe zadania sprowadzały się do prowadzenia misji wewnętrznych, czyli nawracania protestantów i krzewieniu wiary wśród niepraktykujących katolików. Drugim ważnym zadaniem było zakładanie seminariów duchownych celem podniesienia poziomu intelektualnego przyszłych księży. Kongregacja rozwiązana w czasie rewolucji francuskiej reaktywowana została w 1926 roku.

## Duchowość
Eudes nauczał o mistycznej jedności Najświętszego Serca Jezusa i Maryi i napisał:

Nigdy nie wolno wam rozdzielać tego, co Bóg tak doskonale zjednoczył. Jezus i Maryja są tak blisko ze sobą związani, że ktokolwiek widzi Jezusa, widzi Marię; kto kocha Jezusa, kocha Maryję; ktokolwiek oddaje się Jezusowi, oddaje się Maryi.

Najbardziej uderzającą cechą nauczania Eudesa o nabożeństwie do Najświętszego Serca – podobnie jak całej jego nauki o życiu duchowym – jest to, że Chrystus jest jego centrum przez cały czas.

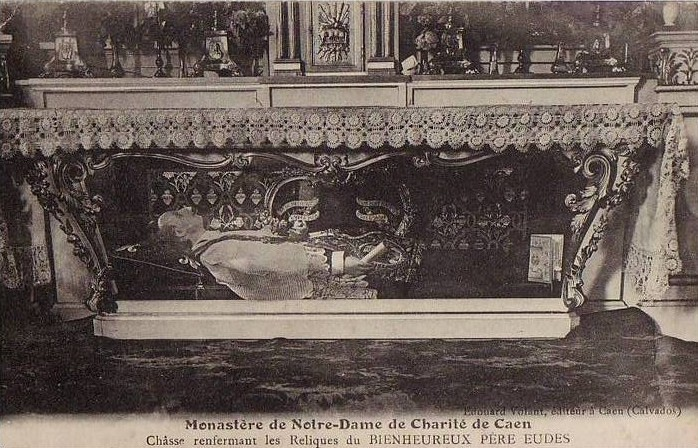
Grób Eudesa.

## Poglądy papieży
Papież Benedykt XVI – w swojej katechezie na audiencji generalnej 19 sierpnia 2009 r. – pochwalił Eudesa jako „niestrudzonego apostoła nabożeństwa do Najświętszych Serc”, zauważając, że Eudes był przykładem dla kapłanów podczas Roku Kapłańskiego. Następnie papież opisał „apostolską gorliwość” Eudesa w wyświęcaniu seminarzystów na kapłanów, a także fakt, że Eudes był wzorem ewangelizacji i świadectwem „miłości do Serca Chrystusa i Serca Maryi”.

## Posąg
W bazylice Świętego Piotra znajduje się posąg przedstawiający (i poświęcony) Eudesowi, wykonany przez Silvio Silvę w 1932 roku. Znajduje się on po prawej stronie nawy głównej.

## Działalność
Eudes nie ograniczał się do pracy duszpasterskiej. Aktywnie uczestniczył w zwalczaniu epidemii cholery, jaka nawiedziła Normandię. Niósł pomoc, chorym, biednym, opuszczonym.

## SerceJezusaiMaryi
Zapamiętany jednak jest głównie ze swojego wkładu w rozwój nabożeństwa do Serca Pana Jezusa i Serca Jego Matki.
W 1681 roku ukazało się w druku „Przedziwne Serce Najświętszej Matki Bożej”, w którym Jan wyłożył naukę dotyczącą tego nabożeństwa. Przygotowanie pracy o Najświętszym Sercu Jezusowym, przerwała śmierć.

## Kult
Jan Eudes został beatyfikowany 25 kwietnia 1909 przez papieża Piusa X. Kanonizacji dokonał następca, Pius XI, w 1925 roku.
Wspomnienie liturgiczne w Kościele katolickim obchodzone jest w dzienną rocznicę śmierci.

## Pisma
Napisał kilka prac o misjonarskim i ascetycznym charakterze, m.in.:
- „Życie i królestwo Jezusa” (fr. La Vie et le Royaume de Jésus, 1637),
- „Życie chrześcijanina albo Katechizm misji” (La Vie du Chrétien, ou le catéchisme de la mission, 1641),
- „Katechizm misyjny” (1642),
- „Umowa człowieka z Bogiem poprzez chrzest święty” (Le Contrat de l’Homme avec Dieu par le saint baptême, 1654),
- „Dobry spowiednik” (Le Bon Confesseur, 1666),
- „Pamiętnik życia kościelnego” (Le Mémorial de la vie Ecclésiastique, 1681),
- „Kaznodzieja apostolski” (Le Prédicateur Apostolique, 1685),
- „Przedziwne Serce Najświętszej Matki Bożej” (Le Cœur Admirable de la Très Sainte Mère de Dieu, 1681)[4]